# Wolfgang Wetz
Wolfgang Wetz (* 26. April 1903 in Freiburg im Breisgau; † 1945) war ein deutscher Jurist und Verwaltungsbeamter.

## Leben und Tätigkeit
Wetz war ein Sohn des Universitätsprofessors Wilhelm Wetz und seiner Ehefrau Ida, geborene Buisson. Nach dem Besuch des Gymnasiums in seiner Geburtsstadt, das er im Frühjahr 1921 mit der Reifeprüfung verließ, studierte Wetz Staatswissenschaften an den Universitäten Freiburg und Jena (nur Sommersemester 1922). Im Anschluss an die Erste Juristische Staatsprüfung, die er im Frühjahr 1925 bestand, leistete er bis Anfang 1928 den juristischen Vorbereitungsdienst ab. Im folgenden Jahr schloss er seine akademische Ausbildung formal mit der Promotion zum Dr. jur. ab.
Nach dem Bestehen der Großen Juristischen Staatsprüfung im Frühjahr 1928 wurde Wetz als Regierungsassessor in den badischen Verwaltungsdienst aufgenommen. Im März 1936 wurde er als Regierungsrat zum Leiter des Referates V 7 („Ausländerpolizeiliche Angelegenheiten und Grenzsicherung“) im Hauptamt Sicherheitspolizei ernannt. Auf dieser Stellung verblieb er auch nach der Überführung des Referates in das neugeschaffene Reichssicherheitshauptamt im Jahr 1939, in dem es als Referat I A 7 figurierte. In dieser Stellung, in der er insbesondere an der Festsetzung des verwaltungstechnischen Rahmens für die Verfolgung der Juden und anderer Minderheiten beteiligt war, verblieb Wetz bis 1940, zuletzt im Rang eines Oberregierungsrates.
Von 1940 bis zum Ende des Zweiten Weltkriegs war Wetz beim Reichsstatthalter in Graz tätig.

## Schriften
- Selbstbestimmungsrecht der Völker und völkerrechtlicher Schutz nationaler Minderheiten in den Friedensverträgen von Versailles und St. Germain en Lay, Freiburg im Breisgau 1929.
- Bezirkspolizeiliche Vorschriften und Anordnungen für den Amtsbezirk Villingen, Villingen 1933.